# Max von Gutmann
Max Ritter von Gutmann (* 18. November 1857 in Wien; † 2. April 1930 ebenda) war ein österreichischer Ingenieur und Unternehmer.

## Biografie
Der Sohn von Wilhelm von Gutmann studierte an der Technischen Hochschule Wien und an der Montanistischen Hochschule Leoben. Er trat 1883 in das väterliche Unternehmen ein und wurde 1888 Teilhaber.
Max von Gutmann förderte die Entwicklung der Witkowitzer Eisenwerke und verteidigte gemeinsam mit Albert von Rothschild deren Unabhängigkeit gegen den die österreichisch-ungarische Montanindustrie dominierenden Karl Wittgenstein.
Zudem erweiterte Max von Gutmann die Unternehmungen seiner Familie beträchtlich. Zwischen 1892 und 1916 erwarb er schrittweise Ländereien in In der Strechen (Rottenmann, Steiermark) im Gesamtumfang von 12.000 Hektar. Wird der von seinem Halbbruder Rudolf von Gutmann (1880–1966) erworbene Grundbesitz bei Kalwang (Steiermark) mitgezählt, so besaß die Familie von Gutmann zu Beginn des Ersten Weltkriegs um die 50.000 Hektar an Grund und Boden.
Im Jahr 1900 übernahm Max von Gutmann zudem die Maschinenfabrik Andritz (heute Andritz AG) und wandelte diese in eine Aktiengesellschaft um.
Am 30. August 1902 wurde am Bahnhof Selzthal ein Bombenattentat auf Max von Gutmann verübt, das er leicht verletzt überlebte. Der Attentäter, ein von Gutmann 10 Jahre zuvor entlassener Betriebsleiter, wurde dabei getötet.
1922 erfolgt dann die Gründung des Bankhauses Gutmann. Nach dem Zusammenbruch Österreich-Ungarns sollte das Bankhaus vor allem der Bündelung und der finanziellen Verwaltung der Industriebeteiligungen und des internationalen Kohlenhandels der Familie von Gutmann dienen. Das allgemeine Bankgeschäft spielte hingegen bis nach dem Zweiten Weltkrieg nur eine geringe Rolle. Die Bank besteht bis heute fort.
Max von Gutmann wurde 1917 Mitglied des Herrenhauses, des Oberhauses des Reichsrats, und erhielt zahlreiche Auszeichnungen, darunter die Ehrendoktorwürden der Hochschulen in Aachen und Leoben. Gutmann war auch Präsident des Zentralverbands der Industriellen Österreichs. Er förderte großzügig die Friedensinitiativen von Bertha von Suttner.

## Familie
Max von Gutmann heiratete 1896 Emilie geb. Hartmann (1877–1953), Tochter des Schauspieler-Ehepaars Ernst Hartmann (1844–1911) und Helene Schneeberger (1843–1898). Emilies Schwester Amelie heiratete Carl von Ferstel, den Direktor der Maschinenfabrik Andritz, Sohn des Architekten Heinrich von Ferstel (1828–1883) und Bruder des Architekten Max von Ferstel (1859–1936).
Vorfahren des Generaldirektors der Creditanstalt Heinrich Treichl.
Max von Gutmann hatte mit seiner Frau Emilie drei Töchter und zwei Söhne: Leonore, genannt „Lorle“ (1897–1968), Elsa (1897–1964), Ernst (1898–1925), Helene (1900–1988) und Wolfgang (1906–1964). Gutmann konvertierte zum christlichen Glauben bzw. zur römisch-katholischen Konfession und wurde auf dem Döblinger Friedhof begraben. Seine Erben verkauften das Gut Strechen im Zuge des Anschlusses Österreichs  an den deutschen Unternehmer Friedrich Flick.